# 南通东站 (地铁)
南通东站是南通轨道交通2号线的地铁车站，位于中华人民共和国江苏省南通市通州区青年东路与通盛大道交叉口东侧地下，于2023年12月27日开通。

## 车站结构
地铁南通东站沿青年东路设置，呈东西走向，为地下二层岛式站台车站。车站地下一层为站厅层，地下二层为站台层。
| 地面              | 出入口 | 1、2出入口                                                                                        |
| 地下一层          | 站厅   | 客服中心、自动售票机、验票机                                                                      |
| 地下二层          | 站台层 | \| \| \| 2号线往幸福（观音山） \| \| 島式 · 開左邊车门 \| \| \| \| \| \| 2号线往先锋（終點站） \| |
|                   |        | 2号线往幸福（观音山）                                                                             |
| 島式 · 開左邊车门 |        |                                                                                                   |
|                   |        | 2号线往先锋（終點站）                                                                             |

## 车站出口
南通东站共设2个出口，各出口及周围设施如下所示：
| 编号                | 周边信息                                 | 照片  | 无障碍设施 |
| ------------------- | ---------------------------------------- | ----- | ---------- |
| 1 · 出口            | 青年东路（南），南通东站（火车站）       |       | 不適用     |
| 2 · 出口 · （设有） | 青年东路（南），通盛大道（东），中创北苑 | 2号口 |            |
| 图例： 设有         |                                          |       |            |

## 接驳交通

### 公交车
- 财通科技园：7路，100路，613路，615路
- 十六里墩新村：7路，100路，613路，615路，858路，K2路

## 车站历史
该站规划与建设时名称为南通东站站，开通前更名为南通东站。
- 2020年
  - 6月30日，车站主体结构封顶[2]。
  - 8月14日，正式站名公布，本站命名为南通东站[4]。
- 2023年12月27日，随2号线一期工程通车一同开通[1]。